# Xả súng tại hộp đêm ở Orlando 2016
Xả súng tại hộp đêm ở Orlando 2016 hay Vụ thảm sát hộp đêm Orlando là vụ tấn công khủng bố nhắm vào người đồng tính ở hộp đêm đồng tính nam Pulse, nằm tại Orlando, Florida, Mỹ. Vụ tấn công diễn ra vào lúc 2 giờ sáng ngày 12 tháng 6 năm 2016 và kết thúc lúc 5 giờ sáng cùng ngày (giờ địa phương). 49 người thiệt mạng, 53 người bị thương, 30 con tin được giải cứu, 1 cảnh sát SWAT bị thương, thủ phạm duy nhất bị cảnh sát SWAT tiêu diệt tại chỗ. Thủ phạm được xác định là Omar Mir Seddique Mateen, 29 tuổi, người Mỹ gốc Afghanistan.
Truyền thông Mỹ cho rằng Mateen có liên hệ với Nhà nước Hồi giáo Iraq và Levant và vụ tấn công là vì động cơ tôn giáo. Cha của Mateen bác bỏ ý kiến này, ông nói Mateen vốn ghét đồng tính, tôn giáo không phải động cơ.

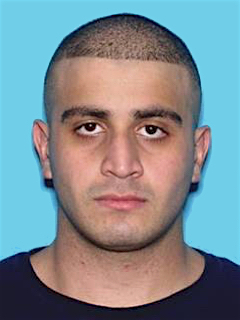
Chân dung của Omar Mateen - Kẻ gây ra vụ xả súng

Vụ xả súng này xảy ra chỉ một ngày sau khi một tay súng khác đã bắn chết nữ ca sĩ nổi tiếng Christina Grimmie sau một buổi hòa nhạc có sự tham gia trình diễn của nữ ca sĩ này tại một trung tâm giải trí cũng tọa lạc trong thành phố Orlando, tạo nên một làm sóng phẫn nộ mạnh mẽ trong dư luận. Đây là vụ tấn công xả súng thảm khốc nhất lịch sử Hoa Kỳ, vụ tấn công chống lại cộng đồng LGBT Mỹ đẫm máu nhất và là vụ khủng bố làm chết nhiều người nhất xảy ra tại Mỹ kể từ sự kiện 11 tháng 9 năm 2001.

## Diễn biến
Đêm 11/6, Omar Mateen lái xe đến hộp đêm của người đồng tính cách nhà anh ta 200 km để tiến hành vụ xả súng.
Trước 2h sáng ngày 12/6, Omar Mateen lái xe đến nơi, đậu xe bên ngoài câu lạc bộ Pulse vốn là nơi tụ tập của những người đồng tính.
Đến 2h 02 phút, Mateen cầm súng trường AR-15, một khẩu súng ngắn và nhiều băng đạn, xông vào bên trong hộp đêm rồi xả súng vào những người có mặt ở đây. Trước khi gây án, Mateen đã gọi điện vào số điện thoại khẩn cấp 911 thông báo vụ xả súng sẽ diễn ra và tuyên bố trung thành với lực lượng Nhà nước Hồi giáo tự xưng (ISIL).
Vài phút sau khi nổ súng, cảnh sát địa phương và đội đặc nhiệm SWAT và xe bọc thép tới hiện trường. Hai bên tiến hành thương lượng.
Nhiều người trong câu lạc bộ dùng điện thoại để gọi cho người thân. Theo lời kể của nhân chứng, khoảng 15 người trốn vào nhà vệ sinh khi vụ xả súng xảy ra
Đến 5h sáng 12/6, cảnh sát quyết định tiến vào bên trong để giải cứu con tin. 11 cảnh sát đột nhập vào hộp đêm.
Đụng độ xảy ra giữa cảnh sát và Mateen. Kết quả, Mateen bị bắn chết. Một cảnh sát cũng trúng đạn vào đầu nhưng nhờ có mũ bảo hiểm nên không bị thương nghiêm trọng.
Khoảng 30 con tin được cứu, nhưng gần 50 người đã chết, 53 người bị thương.

## Thương vong
Có 50 người thiệt mạng, bao gồm cả thủ phạm; 53 người khác bị thương trong cuộc tấn công, với nhiều trường hợp cấp cứu tại bệnh viện địa phương. 41 người, trong đó có thủ phạm, được thông báo tử vong tại hiện trường, trong khi 10 người khác được xác nhận qua đời ở bệnh viện. Hộp đêm này chỉ cách Trung tâm Y tế Orlando Regional Medical Center 3 ô phố.
Những nạn nhân đã thiệt mạng:
- Stanley Almodovar III, 23 tuổi
- Amanda Alvear, 25 tuổi
- Oscar A. Aracena-Montero, 26 tuổi
- Rodolfo Ayala-Ayala, 33 tuổi
- Alejandro Barrios Martinez, 21 tuổi
- Martin Benitez Torres, 33 tuổi
- Antonio D. Brown, 29 tuổi
- Darryl R. Burt II, 29 tuổi
- Jonathan A. Camuy Vega, 24 tuổi
- Angel L. Candelario-Padro, 28 tuổi
- Simon A. Carrillo Fernandez, 31 tuổi
- Juan Chevez-Martinez, 25 tuổi
- Luis D. Conde, 39 tuổi
- Cory J. Connell, 21 tuổi
- Tevin E. Crosby, 25 tuổi
- Franky J. Dejesus Velazquez, 50 tuổi
- Deonka D. Drayton, 32 tuổi
- Mercedez M. Flores, 26 tuổi
- Juan R. Guerrero, 22 tuổi
- Peter O. Gonzalez-Cruz, 22 tuổi
- Paul T. Henry, 41 tuổi
- Frank Hernandez, 27 tuổi
- Miguel A. Honorato, 30 tuổi
- Javier Jorge-Reyes, 40 tuổi
- Jason B. Josaphat, 19 tuổi
- Eddie J. Justice, 30 tuổi
- Anthony L. Laureano Disla, 25 tuổi
- Christopher A. Leinonen, 32 tuổi
- Brenda L. Marquez McCool, 49 tuổi
- Jean C. Mendez Perez, 35 tuổi
- Akyra Monet Murray, 18 tuổi
- Kimberly Morris, 37 tuổi
- Jean C. Nives Rodriguez, 27 tuổi
- Luis O. Ocasio-Capo, 20 tuổi
- Geraldo A. Ortiz-Jimenez, 25 tuổi
- Eric I. Ortiz-Rivera, 36 tuổi
- Joel Rayon Paniagua, 32 tuổi
- Enrique L. Rios Jr., 25 tuổi
- Yilmary Rodriguez Solivan, 24
- Christopher J. Sanfeliz, 24
- Xavier E. Serrano Rosado, 35
- Gilberto R. Silva Menendez, 25
- Edward Sotomayor Jr., 34
- Shane E. Tomlinson, 33
- Leroy Valentin Fernandez, 25
- Juan P. Rivera Velazquez, 37
- Luis S. Vielma, 22
- Luis D. Wilson-Leon, 37
- Jerald A. Wright, 31

## Phản ứng
Tổng thống Hoa Kỳ Barack Obama chỉ đạo chính phủ liên bang cung cấp hỗ trợ cần thiết để "điều tra và ủng hộ cộng đồng". Trong một bài diễn văn, Tổng thống mô tả vụ tấn công là "hành động căm thù" và "hành động khủng bố". Ông cũng ban hành sắc lệnh rủ cờ trên khắp quốc gia.
Thống đốc Florida Rick Scott đưa ra lời diễn văn hỗ trợ những người bị ảnh hưởng, khẳng định Trung tâm Tình trạng khẩn cấp đang xem xét vụ việc. Ngoài ra, Scott thông báo Tình trạng khẩn cấp ở 
Orange County, Florida và Thống đốc Orlando Buddy Dyer thông báo Tình trạng khẩn cấp trong thành phố.
Mạng xã hội Facebook kích hoạt chức năng "Safety Check" sau cuộc tấn công, giúp người dùng đánh dấu "an toàn" và thông báo đến gia đình và bạn bè. Nhiều người trên mạng xã hội, bao gồm ứng cử viên chức Tổng thống Hoa Kỳ, Thành viên Quốc hội, những nhân vật chính trị, Lãnh sự quán và người nổi tiếng bày tỏ niềm thương tiếc và bàng hoàng đến vụ tấn công. Nhiều buổi cầu nguyện được tổ chức trên khắp thế giới để chia buồn với những người thiệt mạng trong vụ xả súng.